# Confesseur (comics)
Pour les articles homonymes, voir Confesseur.
Le Confesseur (The Confessor en anglais) est un super-vilain créé par Marvel Comics. Il est apparu pour la première fois dans Maverick no 2, en 1997.

## Origines
Le passé de Yuri Medvedev, surnommé le Confesseur, est obscur. Il aurait été élevé dans son enfance par le KGB pour devenir tireur d'élite.
Pendant la guerre froide, le jeune homme exécuta un dissident communiste à Venise. Maverick tenta de le capturer, mais le tueur lui brisa le bras et s'échappa.
À la fin des années 1990, le Confesseur fut engagé par Ivan le Terrible pour extrader son homme de main, Sickle, de la 'Ice Box', la prison canadienne de haute-sécurité, puis pour appréhender Maverick. Le tueur retrouva North à Paris et lui laissa rendez-vous à Berlin. Là, les deux hommes s'affrontèrent, et Maverick fut vaincu, empoisonné par un carreau d'arbalète. Il livra North à Ivan et disparut.
On ignore depuis ses activités.

## Pouvoirs
- Le Confesseur est un assassin formé par le KGB.
- Il utilise un équipement spécial, incluant un rosaire constitué de grains explosifs, des pistolets, des dagues, des bolas inhibiteurs de pouvoirs mutants, et de diverses bombes.
- C'est un très bon tireur, appréciant particulièrement l'utilisation d'une arbalète. Il possède d'ailleurs des carreaux dont la pointe est empoisonnée.